# MOXO
MOXO, CPT-MOXO — это тест непрерывной производительности (CPT от англ. «Continuous Performance Test») для диагностики синдрома дефицита внимания и гиперактивности (СДВГ) у детей и взрослых. Тест MOXO был разработан израильским учёным Ниром Яхином. Научное руководство и сопровождение проекта осуществляют Эдмунд Сонуга-Барк — профессор психологии в Институте психологии, психиатрии и нейронауки Лондонского Королевского колледжа (Великобритания), и Сезар Сутулло — профессор, доктор медицинских наук Университета Наварры (Испания).
МОХО представляет собой стандартизированный компьютеризированный тест, который способен диагностировать симптомы СДВГ и СДВ с точностью 95 %. Две версии теста рассчитаны на детей (6-12 лет), а также подростков и взрослых (13-70 лет).
Тест состоит из восьми этапов (уровней). Общая продолжительность теста составляет до 20 минут.

## Процесс тестирования
Испытуемый должен реагировать нажатием на пробел при появлении на экране целевых и не целевых стимулов. Данные стимулы представлены в виде мультипликационных картинок без букв и цифр.
Целевым стимулом в детской версии является лицо ребёнка, во взрослой — игральная карта (червовый туз). Нецелевыми стимулами в обеих версиях выступают пять различных изображений животных.
Тест воссоздаёт визуальные и слуховые отвлекающие раздражители, с которыми испытуемый сталкивается в реальной жизни. Данный аспект тестирования помогает более точно диагностировать симптомы СДВГ у испытуемого.
Отвлекающие раздражители имеют разную степень сходства с нецелевым стимулом.
Результаты теста MOXO основаны на когнитивной и поведенческой характеристике пациента. Результаты теста вычисляются путём оценки четырёх основных показателей эффективности: внимательности, согласованности действий, импульсивности и гиперактивности.
- Индекс внимательности измеряет количество правильных ответов (нажатие пробела в ответ на целевой стимул) во время презентации стимула или последующего периода отсутствия стимулов.
- Индекс согласованности действий вычисляет количество правильных ответов, заданных только тогда, когда цель присутствовала на экране.
- Индекс импульсивности вычисляет количество импульсных действий, выполненных в то время, когда на экране появляется нецелевой стимул. Как правило, ошибки кодируются в случае ненадлежащего ответа на цель (например, нажатие случайной клавиши). Индекс импульсивности рассматривает как импульсивное поведение только нажатие на пробел в ответ на нецелевой стимул. Все другие «неправильные» ответы классифицируются как действие гиперактивности.
- Индекс гиперактивности представляет собой общее количество всех ответов в процессе тестирования, которые не были закодированы как импульсные ответы. Такие ответы включают: множественное нажатие пробела в ответ на целевые или нецелевые раздражители; произвольное нажатие любой клавиши клавиатуры, кроме пробела[1][8].

## Технические особенности и результаты
Процесс прохождения теста не требует специальных навыков или знаний. Испытуемый проходит тест MOXO с помощью подключённого к Интернету компьютера. Для прохождения теста испытуемый также использует наушники. Результаты теста — численные значения симптомов СДВГ — компьютерная программа выдаёт сразу после завершения тестирования.

## Применение в мире
На сегодняшний день тест применяется в Израиле, США и странах Европы. По состоянию на 2018 год, проведено уже более 250 000 тестов МОХО для диагностики людей с диагнозом СДВГ и СДВ.